# Valeriehöhe
Die Valeriehöhe ist ein 772 m hoher Berg in der Marktgemeinde Kaumberg im westlichen Wienerwald in Niederösterreich. 
Die Valeriehöhe, ein langgestreckter und im Gipfelbereich nicht bewaldeter Höhenzug, der dadurch eine gute Fernsicht nach Süden bietet, liegt im Nordwesten der Gemeinde Kaumberg. Über die Valeriehöhe verläuft die Traisen-Schwechat-Wasserscheide, womit sich hier auch die naturräumliche Grenze zwischen Mostviertel und Industrieviertel befindet. Die politische Grenze weicht davon etwas ab, da Kaumberg im Bezirk Lilienfeld liegt und damit dem Mostviertel zugerechnet wird.